# SSADM
Az SSADM (az angol Structured Systems Analysis and Design Method) Strukturált Rendszerelemzési és Tervezési Módszertan rövidítése.
A brit kormányzatban ún. kormányzati szabványként alkalmazzák az információs rendszerek fejlesztésében. A módszer elkülönült egységekre osztja fel az információs rendszer fejlesztésének munkáit és hajlékonyan idomul a különböző feladatokhoz.

## Célja
Az SSADM célja az, hogy segítsen a projekt tagjainak az informatikai stratégia részeként kitűzött információs rendszerre vonatkozó követelmények pontos elemzésében, valamint a követelményeknek legjobban megfelelő információs rendszer megtervezésében és specifikálásában. Az SSADM használata során végzett munka mindig egy világosan meghatározott projekt része, amelynek két fontos jellemzője van.